# Sindaci di Casalecchio di Reno
Di seguito l'elenco cronologico dei sindaci di Casalecchio di Reno e delle altre figure apicali equivalenti che si sono succedute nel corso della storia.

## Regno d'Italia (1861-1946)
| Sindaci eletti dal Consiglio comunale (1889-1926)            | Sindaci eletti dal Consiglio comunale (1889-1926) | Sindaci eletti dal Consiglio comunale (1889-1926) | Sindaci eletti dal Consiglio comunale (1889-1926) | Sindaci eletti dal Consiglio comunale (1889-1926) | Sindaci eletti dal Consiglio comunale (1889-1926) | Sindaci eletti dal Consiglio comunale (1889-1926) | Sindaci eletti dal Consiglio comunale (1889-1926) |
| Nominativo                                                   | Partito                                           | Partito                                           | Giunta                                            | Giunta                                            | Mandato                                           | Mandato                                           | Elezioni                                          |
| Nominativo                                                   | Partito                                           | Partito                                           | Giunta                                            | Giunta                                            | Inizio                                            | Fine                                              | Elezioni                                          |
| ------------------------------------------------------------ | ------------------------------------------------- | ------------------------------------------------- | ------------------------------------------------- | ------------------------------------------------- | ------------------------------------------------- | ------------------------------------------------- | ------------------------------------------------- |
| Ugo Gregorini Bingham                                        |                                                   | Destra storica                                    |                                                   | -                                                 | 1904                                              | 1908                                              | -                                                 |
| Andrea Ghillini                                              |                                                   | Indipendente socialista                           |                                                   | PSI                                               | 1908                                              | 1914                                              | Elezione 1908                                     |
| Andrea Ghillini                                              |                                                   | Indipendente socialista                           | PSI                                               | 1914                                              | 1915                                              | Elezione 1914                                     |                                                   |
| Paolo Ceroni vice sindaco f.f.                               |                                                   | Partito Socialista Italiano                       | PSI                                               | 1915                                              | 1919                                              | Elezione 1914                                     |                                                   |
| Alfonso Rubini                                               |                                                   | Partito Socialista Italiano                       | PSI                                               | 1919                                              | 1920                                              | Elezione 1914                                     |                                                   |
| Vito Sandri                                                  |                                                   | Partito Socialista Italiano                       |                                                   | PSI                                               | 31 ottobre 1920                                   | 25 giugno 1922                                    | Elezione 1920                                     |
| Guglielmo Froggio                                            | Commissario Prefettizio                           | Commissario Prefettizio                           | Commissario Prefettizio                           | Commissario Prefettizio                           | 25 giugno 1922                                    | 21 gennaio 1923                                   | -                                                 |
| Ruggero Beccadelli                                           | ?                                                 | ?                                                 |                                                   | PNF-PPI                                           | 28 gennaio 1923                                   | 1927                                              | Elezione 1923                                     |
| Podestà nominati dal governo (1927-1945)                     |                                                   |                                                   |                                                   |                                                   |                                                   |                                                   |                                                   |
| Nominativo                                                   | Partito                                           | Partito                                           | Partito                                           | Partito                                           | Mandato                                           | Mandato                                           | Elezioni                                          |
| Nominativo                                                   | Partito                                           | Partito                                           | Partito                                           | Partito                                           | Inizio                                            | Fine                                              | Elezioni                                          |
| Ruggero Beccadelli                                           |                                                   | Partito Nazionale Fascista                        | Partito Nazionale Fascista                        | Partito Nazionale Fascista                        | 1927                                              | 1935                                              | -                                                 |
| Edmondo Mazzanti                                             |                                                   | Partito Nazionale Fascista                        | Partito Nazionale Fascista                        | Partito Nazionale Fascista                        | 1929                                              | 1938                                              | -                                                 |
| Luigi Masetti                                                |                                                   | Partito Nazionale Fascista                        | Partito Nazionale Fascista                        | Partito Nazionale Fascista                        | 1938                                              | 25 luglio 1943                                    | -                                                 |
| Dante La Rocca Ferdinando Basile Giorgio Vacchi Alberto Noci | Commissari Prefettizi                             | Commissari Prefettizi                             | Commissari Prefettizi                             | Commissari Prefettizi                             | settembre 1943                                    | 4 aprile 1945                                     | -                                                 |
| Sindaci del periodo costituzionale transitorio (1945-1946)   |                                                   |                                                   |                                                   |                                                   |                                                   |                                                   |                                                   |
| Nominativo                                                   | Partito                                           | Partito                                           | Giunta                                            | Giunta                                            | Mandato                                           | Mandato                                           | Elezioni                                          |
| Nominativo                                                   | Partito                                           | Partito                                           | Giunta                                            | Giunta                                            | Inizio                                            | Fine                                              | Elezioni                                          |
| Ettore Cristoni                                              |                                                   | Partito Comunista Italiano                        |                                                   | PCI-PSI-DC                                        | 8 maggio 1945                                     | 14 aprile 1946                                    | -                                                 |

## Repubblica italiana (dal 1946)
| Sindaci eletti dal Consiglio comunale (1946-1995)    | Sindaci eletti dal Consiglio comunale (1946-1995) | Sindaci eletti dal Consiglio comunale (1946-1995) | Sindaci eletti dal Consiglio comunale (1946-1995) | Sindaci eletti dal Consiglio comunale (1946-1995) | Sindaci eletti dal Consiglio comunale (1946-1995) | Sindaci eletti dal Consiglio comunale (1946-1995) | Sindaci eletti dal Consiglio comunale (1946-1995) |
| Nominativo                                           | Partito                                           | Partito                                           | Giunta                                            | Giunta                                            | Mandato                                           | Mandato                                           | Elezioni                                          |
| Nominativo                                           | Partito                                           | Partito                                           | Giunta                                            | Giunta                                            | Inizio                                            | Fine                                              | Elezioni                                          |
| ---------------------------------------------------- | ------------------------------------------------- | ------------------------------------------------- | ------------------------------------------------- | ------------------------------------------------- | ------------------------------------------------- | ------------------------------------------------- | ------------------------------------------------- |
| Ettore Cristoni                                      |                                                   | Partito Comunista Italiano                        |                                                   | PCI                                               | 14 aprile 1946                                    | 1951                                              | Elezioni 1946                                     |
| Ettore Cristoni                                      |                                                   | Partito Comunista Italiano                        | PCI                                               | 1951                                              | 6 febbraio 1956                                   | Elezioni 1951                                     |                                                   |
| Cirillo Clò                                          |                                                   | Partito Comunista Italiano                        |                                                   | PCI                                               | 6 febbraio 1956                                   | Elezioni 1951                                     | 20 giugno 1956                                    |
| Angelo Piazzi                                        |                                                   | Partito Comunista Italiano                        |                                                   | PCI                                               | 20 giugno 1956                                    | 1960                                              | Elezioni 1956                                     |
| Angelo Piazzi                                        |                                                   | Partito Comunista Italiano                        | PCI                                               | 1960                                              | 20 novembre 1962                                  | Elezioni 1960                                     |                                                   |
| Athos Garelli                                        |                                                   | Partito Comunista Italiano                        | PCI                                               | 20 novembre 1962                                  | 1965                                              | Elezioni 1960                                     |                                                   |
| Athos Garelli                                        |                                                   | Partito Comunista Italiano                        | PCI                                               | 1965                                              | 1970                                              | Elezioni 1965                                     |                                                   |
| Athos Garelli                                        |                                                   | Partito Comunista Italiano                        | PCI                                               | 1970                                              | 1972                                              | Elezioni 1970                                     |                                                   |
| Franco Balotta                                       |                                                   | Partito Comunista Italiano                        | PCI                                               | 1972                                              | 1975                                              | Elezioni 1970                                     |                                                   |
| Franco Balotta                                       |                                                   | Partito Comunista Italiano                        | PCI                                               | 1975                                              | 1978                                              | Elezioni 1975                                     |                                                   |
| Floriano Ventura                                     |                                                   | Partito Comunista Italiano                        | PCI                                               | 1978                                              | 1980                                              | Elezioni 1975                                     |                                                   |
| Floriano Ventura                                     |                                                   | Partito Comunista Italiano                        | PCI                                               | 1980                                              | 1985                                              | Elezioni 1980                                     |                                                   |
| Floriano Ventura                                     |                                                   | Partito Comunista Italiano                        | PCI                                               | 1985                                              | 29 giugno 1988                                    | Elezioni 1985                                     |                                                   |
| Ghino Collina                                        |                                                   | Partito Comunista Italiano                        | PCI                                               | 29 giugno 1988                                    | 12 maggio 1995                                    | Elezioni 1985                                     |                                                   |
| Sindaci eletti direttamente dai cittadini (dal 1995) |                                                   |                                                   |                                                   |                                                   |                                                   |                                                   |                                                   |
| Nominativo                                           | Partito                                           | Partito                                           | Coalizione                                        | Coalizione                                        | Mandato                                           | Mandato                                           | Elezioni                                          |
| Nominativo                                           | Partito                                           | Partito                                           | Coalizione                                        | Coalizione                                        | Inizio                                            | Fine                                              | Elezioni                                          |
| Luigi Castagna                                       |                                                   | Partito Democratico della Sinistra                |                                                   | PDS-PPI-FdV                                       | 12 maggio 1995                                    | 5 luglio 1999                                     | Elezioni 1995                                     |
| Luigi Castagna                                       |                                                   | Democratici di Sinistra                           |                                                   | DS-PPI-FdV                                        | 5 luglio 1999                                     | 5 luglio 2004                                     | Elezioni 1999                                     |
| Simone Gamberini                                     |                                                   | Democratici di Sinistra                           |                                                   | DS-DL-PRC-FdV                                     | 5 luglio 2004                                     | 29 giugno 2009                                    | Elezioni 2004                                     |
| Simone Gamberini                                     |                                                   | Partito Democratico                               |                                                   | PD-IdV-FdV                                        | 29 giugno 2009                                    | 25 maggio 2014                                    | Elezioni 2009                                     |
| Massimo Bosso                                        |                                                   | Partito Democratico                               |                                                   | PD-Liste civiche                                  | 26 maggio 2014                                    | 27 maggio 2019                                    | Elezioni 2014                                     |
| Massimo Bosso                                        |                                                   | Partito Democratico                               | PD-Liste civiche                                  | 27 maggio 2019                                    | 25 giugno 2024                                    | Elezioni 2019                                     |                                                   |
| Matteo Ruggeri                                       |                                                   | Partito Democratico                               |                                                   | PD-Liste civiche                                  | 25 giugno 2024                                    | in carica                                         | Elezioni 2024                                     |